# Tempio di Anahita
Il tempio di Anahita di Kangavar è un sito archeologico, ritenuto perlopiù un tempio, di incerta datazione. Sarebbe stato dedicato al culto della dea persiana protettrice delle acque Ardevisur Anahita. La sua struttura ricalca quella dei palazzi e degli edifici del periodo achemenide: grandi blocchi di pietra intagliati per incastrarsi l'uno con l'altro e sovrapposti fino a formare una struttura sopraelevata e ciò ha determinato inizialmente una sua attribuzione al 200 a.C., circa. Oggi, però, diversi studiosi, fra cui Wolfram Kleiss (cfr. voce Kangavar in Encyclopedia Iranica Online nei Collegamenti esterni), lo ritengono di tarda epoca sassanide e mettono in dubbio la natura templare del complesso.

## Il sito
L'edificio, che copre una superficie di circa 4,5 ettari, sorge sopra una cornice rocciosa che domina la piana di Kangavar, a metà strada tra Kermanshah e Hamadan. Era circondato su tre lati da imponenti pilastri di 35 metri di altezza, e vi si accedeva dal lato meridionale per mezzo di due scalinate a doppia salita opposte e distanziate tra loro di circa 150 metri, simili alle scalinate di Persepoli. All'interno dell'edificio correva un piccolo canale che serviva, forse, a raccogliere l'acqua piovana o per scopi rituali legati al culto della dea.
Il geografo Isidoro Caraceno, di età augustea, menziona un tempio di Artemide a Kangavar (cfr. Parthian Stations 6). Questa è l'unica informazione che ha suggerito che l'edificio fosse anticamente un tempio di Anahita, divinità dell'Iran occidentale spesso identificata con Afrodite o con Artemide. Gli studiosi che hanno ipotizzato la natura templare e la maggiore antichità dell'edificio, hanno affermato che esso acquistò notevole importanza in epoca partica, attribuendo a tale epoca una grande quantità di vasellame, di incisioni e di sepolture. Le sepolture sono di tre tipi: fosse scavate nella roccia, nelle quali il corpo veniva adagiato supino e con il viso rivolto al tempio; fosse contenenti un sarcofago di ceramica ricoperto con lastre di terracotta o calcare (databili ad iniziare dal I secolo); urne funerarie ricoperte con lastre di pietra.
Nella seconda metà del XX secolo gli scavi avviati da archeologi iraniani hanno condotto a ipotesi diverse sulla funzione della grande piattaforma del complesso, precedentemente identificata con la base del tempio (un palazzo? un santuario all'aria aperta?) e soprattutto a una datazione molto più recente. Il tempio citato da Isidoro, quindi, o è un edificio precedente o fu costruito altrove.

## Tempio di Anahita a Bishapur
Il Tempio di Anahita (Istakhr) a Bishapur, "fu probabilmente costruito da prigionieri romani, è ben murato con muri bugnati e con porte a forma trapezoidale."